# Guymon
Guymon és una ciutat dels Estats Units a l'estat d'Oklahoma. Segons el cens del 2000 tenia 10.472 habitants.

## Demografia
Segons el cens del 2000, Guymon tenia 10.472 habitants, 3.651 habitatges, i 2.632 famílies. La densitat de població era de 553,1 habitants per km².
Dels 3.651 habitatges en un 39,8% hi vivien nens de menys de 18 anys, en un 59% hi vivien parelles casades, en un 8,7% dones solteres, i en un 27,9% no eren unitats familiars. En el 21,5% dels habitatges hi vivien persones soles el 8,5% de les quals corresponia a persones de 65 anys o més que vivien soles. El nombre mitjà de persones vivint en cada habitatge era de 2,82 i el nombre mitjà de persones que vivien en cada família era de 3,26.
Per edats la població es repartia de la següent manera: un 29,1% tenia menys de 18 anys, un 12% entre 18 i 24, un 30,6% entre 25 i 44, un 18,3% de 45 a 60 i un 10% 65 anys o més.
L'edat mediana era de 30 anys. Per cada 100 dones de 18 o més anys hi havia 107,9 homes.
La renda mediana per habitatge era de 37.333 $ i la renda mediana per família de 44.841 $. Els homes tenien una renda mediana de 26.162 $ mentre que les dones 20.450 $. La renda per capita de la població era de 15.682 $. Entorn del 10,1% de les famílies i el 14,3% de la població estaven per davall del llindar de pobresa.

## Poblacions més properes
El següent diagrama mostra les poblacions més properes.